# Геннадій (Петреску)
Генна́дій Петре́ску (рум. Ghenadie Petrescu в світі Георгій Петреску рум. Gheorghe Petrescu, березень 1836 Бухарест - 31 серпня 1918 Бухарест) — митрополит-примас Православної церкви Румунії (1893-1896).

## Біографія
Народився в Бухаресті в березні 1836 року. 
Здобув початкову освіту в школах при церквах Стеля і Домниця Белаша в Бухаресті. Рахувався у братії монастиря Келдерушані (1854—1857), пострижений у чернецтво в монастирі Черніці у березні 1858 року.
9 березня 1858 року висвячений у сан ієродиякона. Служив у кафедральному митрополичому соборі Бухареста. З 1867 року - архідиякон, з 1869 року - ієромонахом, з 1870 року - великий еклісіарх і протосинкел, з 1873 року - архімандрит.
23 лютого 1875 року хіротонізований на єпископа Питештського, вікарія Арджеської єпархії.
У 1875—1876 роках тимчасово очолював Арджеську єпархію. 14 березня 1876 року відбулася його інтронізація як правлячого єпископа Арджеського.
Займався відновленням багатьох церков, у тому числі в Куртя де Арджеш і в монастирі Келдерушані, підтримував культурні та філантропічні суспільства, виділяв стипендії студентам.
18 травня 1893 року обраний митрополитом-примасом Румунської Православної Церкви, 21 травня відбулася його інтронізація.
Навесні 1896 року під тиском ліберального уряду країни деякі члени Священного Синоду висунули проти Геннадія низку звинувачень у порушенні церковного статуту. 20 травня 1896 року зміщений з кафедри, влаштувався в монастирі Келдерушані. Його енергійно захищав у пресі поет Александру Мачедонскі.
Після приходу до влади уряду консерваторів у грудні 1896 року Священний Синод був змушений скасувати своє рішення. Проте Геннадій подав 4 грудня у відставку і залишився в монастирі Келдерушані, де з 1905 року і смерть був настоятелем.
Раптово помер 31 серпня 1918 року під час відвідування заснованого ним притулку для людей похилого віку. Був похований у притворі соборного храму монастиря Келдерушані.